# Astrocaryum chambira
Astrocaryum chambira (espanhol: chambira) é uma palmeira da América do Sul.